# Albert Wucher
Albert Wucher (* 6. September 1920 in Lindenberg im Allgäu; † 27. Dezember 2010 in München) war ein deutscher Journalist und Autor zeitgeschichtlicher Bücher.

## Leben
Albert Wucher erlangte sein Abitur 1939 am humanistischen Gymnasium in Dillingen an der Donau. Von 1938 bis 1945 war er Soldat der deutschen Wehrmacht, zuletzt als Oberleutnant. Nach dem Krieg studierte er Geschichte und Germanistik in Freiburg im Breisgau und wurde 1949 in Tübingen vom Althistoriker Joseph Vogt mit einer Arbeit über Theodor Mommsen promoviert. Wucher trat 1949 in die Redaktion der Süddeutschen Zeitung ein und blieb dort sein ganzes Berufsleben bis 1985. Thematischer Schwerpunkt seiner journalistischen Arbeit und seiner Buchveröffentlichungen war das Dritte Reich. Zwischen 1968 und 1978 war er Italienkorrespondent in Rom. Für die Süddeutsche Zeitung berichtete er vom Eichmann-Prozess und vom Zweiten Vatikanischen Konzil. 1981 wurde er Professor im Studiengang Journalistik am Institut für Publizistik der Johannes Gutenberg-Universität in Mainz und wurde 1985 emeritiert. Beraten von Karl Otmar von Aretin produzierte Wucher für das ZDF eine Serie über die Weimarer Republik.
Am  27. Dezember 2010 verstarb Albert Wucher im Alter von 90 Jahren in München.

## Werke
- Kleine Papstgeschichte. Scheffler, Frankfurt am Main 1957.
- Seit 5 Uhr 45 wird zurückgeschossen – Ein Dokumentarbericht über Vorgeschichte und Beginn des Zweiten Weltkrieges. Süddt. Verl., München 1959.
- Eichmanns gab es viele – Ein Dokumentarbericht über die 'Endlösung' der Judenfrage. Droemer/Knaur, München u. a. 1961.
- Die Fahne hoch – Das Ende der Republik und Hitlers Machtübernahme. Ein Dokumentarbericht. Herder, Freiburg i. Br. u. a. 1963.
- Die Weimarer Republik – ihre Geschichte in Texten, Bildern und Dokumenten. Desch, München u. a. 1965 (zusammen mit F. A. Krummacher und Karl Otmar von Aretin).
- Theodor Mommsen – Geschichtsschreibung und Politik. Musterschmidt, Göttingen 1956, 2. Aufl. 1968.
- Wie kam es zur Bundesrepublik? Politische Gespräche mit Männern der ersten Stunde. Herder, Freiburg i. Br. u. a. 1968.
- Illustrierte Weltgeschichte. Lingen Verlag, Köln 1976 (Kapitel 32–37).
- Marksteine der deutschen Zeitgeschichte 1914–1945. Societäts-Verl., Frankfurt am Main 1991, ISBN 3-7973-0500-1.
- Von Petrus zu Paul – Weltgeschichte der Päpste. Societäts-Verl., Frankfurt am Main 1970, 3. aktualisierte Aufl. 1991, ISBN 3-7973-0492-7